# Battericida
Il termine battericida indica una sostanza antimicrobica (che può essere un antibiotico, un disinfettante o un antisettico) in grado di uccidere i batteri ai quali viene applicato.
Le sostanze battericide si distinguono da quelle batteriostatiche poiché queste ultime non provocano la morte, ma piuttosto impediscono o limitano fortemente la crescita, ovvero la moltiplicazione, batterica.
Esistono molte sostanze battericide (note soprattutto come antibatteriche nel caso di disinfettanti per la casa), ad azione più o meno mirata (cioè in grado di uccidere più o meno preferenzialmente soltanto batteri), e la loro scelta dipende dal loro utilizzo. Ad esempio, la candeggina o ipoclorito di sodio è un potente battericida, ma è tossico anche per gli esseri umani, per cui il suo utilizzo è indicato soprattutto per superfici inanimate.

## Sostanze battericide
Esistono molte sostanze battericide, le cui tossicità possono essere più o meno compatibili con l'utilizzo su esseri viventi.
I gruppi funzionali più utilizzati includono:
- Composti contenenti cloro: ipocloriti, clorammine
- Ossigeno attivo (perossidi)
- Composti contenenti iodio: tintura di iodio, reattivo di Lugol
- Alcooli concentrati
- Sostanze fenoliche (fenolo, cresolo)
- Surfattanti cationici
- Ossidanti forti quali l'ozono e i permanganati
- Metalli pesanti e i loro sali: argento, nitrato d'argento, solfato di rame, ecc. Questi composti sono i battericidi più tossici e i più pericolosi per l'ambiente, per cui il loro utilizzo è severamente regolato o addirittura vietato)
- Acidi concentrati (specie se il pH è <1) e basi concentrate (pH > 13), specie se utilizzate ad alte temperature

## Antisettici battericidi

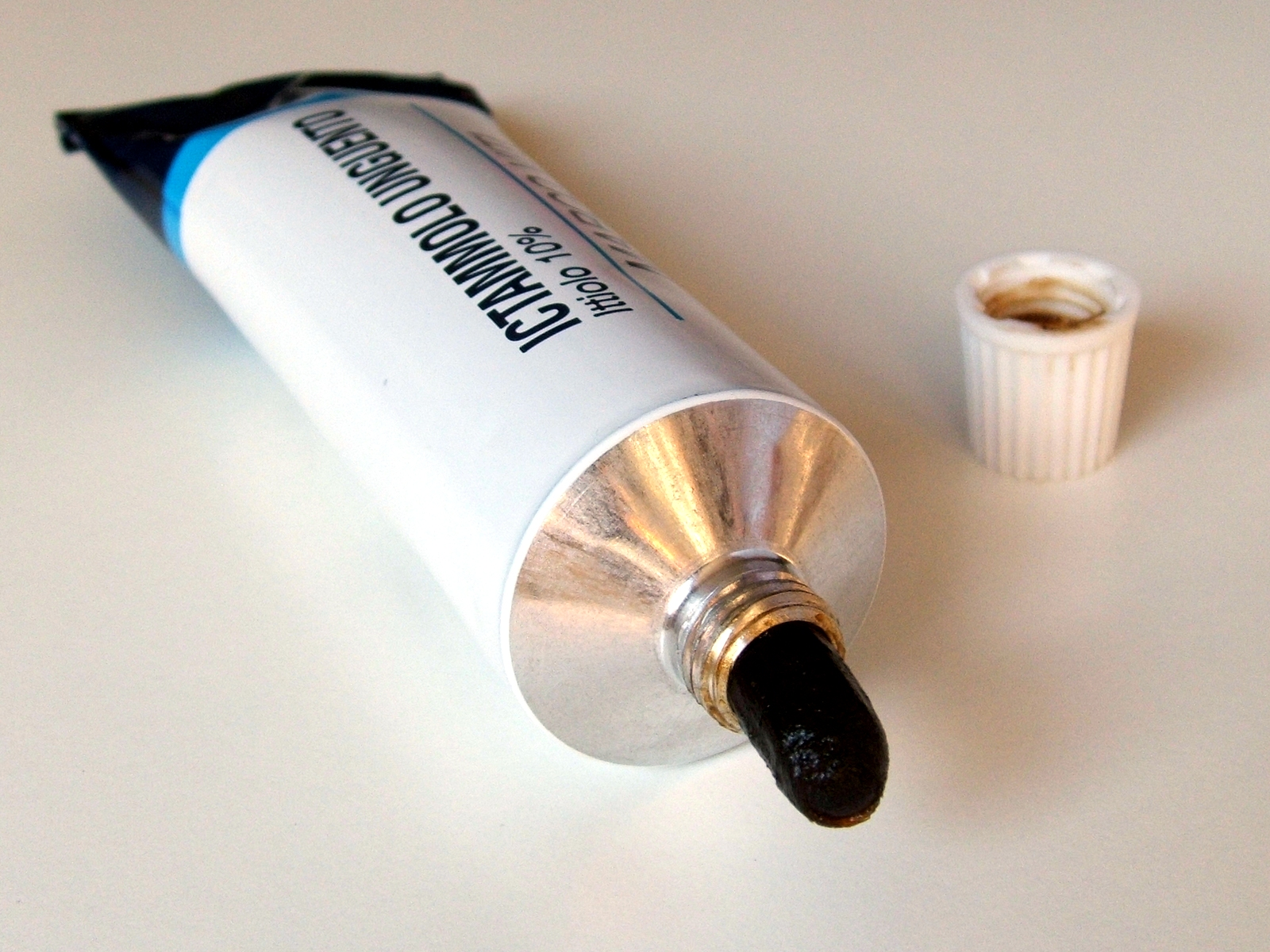
Confezione di Ictammolo, un antisettico di origine naturale.

Tutti i composti sopra elencati sono potenzialmente antisettici (agenti battericidi utilizzabili sul corpo di esseri umani così come di animali, sia sulla pelle che nelle mucose e nelle ferite), ma la loro tossicità ne rende proibitivo l'uso. Tuttavia, per alcuni di essi, l'utilizzo è possibile in seguito a certe condizioni (principalmente di ridotta concentrazione, pH e in seguito a test di tossicità effettuati su animali). Tra di essi vi sono:
- soluzioni diluite a base ipoclorito di sodio (es.: ipoclorito di sodio allo 0,05% - Amukine med) aggiustate a pH 7-8
- preparazioni a base di iodio (es.: tintura di iodio, iodopovidone)
- perossidi (es.: perossido di idrogeno, al 3%)
- alcooli, con o senza altre sostanze antisettiche, utilizzate principalmente sulla pelle
- acidi deboli (es.: acido sorbico, acido lattico, acido salicilico
- composti fenolici (es.: triclosano)

altri non possono essere utilizzati in sicurezza a causa della loro corrosività o della loro tossicità

## Antibiotici battericidi
Tra gli antibiotici battericidi i più noti sono gli amminoglicosidi. La loro azione è data dalla capacità di legare la subunità minore del ribosoma batterico, riducendo la fedeltà nella traduzione e quindi portando ad inaccuratezza nella sintesi proteica. Tra gli effetti secondari vi è l'inibizione della sintesi proteica dovuta alla separazione prematura tra il ribosoma e l'mRNA.
Tra gli altri antibiotici battericidi vi sono i beta-lattamici, la rifampicina, fluorochinoloni e i glicopeptidi.